# 1175년

## 연호
- 남송(南宋) 순희(淳熙) 2년
- 금(金) 대정(大定) 15년
- 일본(日本) 조안(承安) 5년 / 안겐(安元) 원년
- 서하(西夏) 건우(乾祐) 6년
- 리 왕조(李朝) 티엔깜찌바오(天感至寶) 2년

## 기년
- 남송(南宋) 효종(孝宗) 13년
- 금(金) 세종(世宗) 15년
- 고려(高麗) 명종(明宗) 5년
- 서하(西夏) 인종(仁宗) 36년
- 리 왕조(李朝) 영종(英宗) 38년

## 사망
- 고려(高麗)의 무신정권(武臣政權) 집권자(執權子) 이의방(李義方)